# Nanaguna floccifera
Nanaguna floccifera är en fjärilsart som beskrevs av George Francis Hampson 1894. Nanaguna floccifera ingår i släktet Nanaguna och familjen trågspinnare. Inga underarter finns listade i Catalogue of Life.